# Перепись населения
Пе́репись населе́ния — единый процесс сбора, обобщения, анализа и публикации демографических, экономических и социальных данных населения, относящихся по состоянию на определённое время ко всем лицам в стране или чётко ограниченной её части. Как и в случае других переписей, по завершении переписей населения производится обработка и публикация собранных данных.
Часто неотделимой от переписи населения является перепись жилого фонда, то есть сбора, обработка, оценка, анализ и опубликование статистических данных, относящихся на момент переписи ко всем жилым помещениям.
Организация Объединённых Наций выделяет несколько характеристик переписей населения и жилищного фонда: «индивидуальный учёт, универсальность в пределах определённой территории, одновременность и определённая периодичность» и рекомендует проводить переписи населения не реже одного раза в десять лет.

## Общие сведения

### Основные понятия переписи населения
Программа переписи населения — перечень сведений, собираемых при переписи. В переписной лист включается ряд вопросов, позволяющих получить необходимую информацию. Например, адрес, демографические признаки — пол, возраст, состояние в браке, гражданство, этнические характеристики, вероисповедание, образование и т. д.
Перепись срочная — перепись, организованная в короткие сроки (от 2 до 11 дней). Для неё характерны централизованное руководство сбором и разработкой данных, строго ограниченная цель и краткая программа наблюдения (1—5 вопросов), а также оперативный способ передачи данных.

### Категории населения, учитываемые при переписи
При проведении переписей различают три основных категории населения: постоянное, наличное и юридическое.
- Наличное население — всё население, на критический момент переписи находящееся на обследуемой территории, включая временное население
- Постоянное население — население, постоянно проживающее на обследуемой территории (сроком более 6 месяцев или 1 года)
- Юридическое население — население, юридически закреплённое на данной территории[3].

### Функции переписи населения
Важнейшие функции перечислены в издании ООН «Принципы и рекомендации в отношении переписей населения и жилого фонд»:
- Перепись населения и жилого фонда играет ключевую роль в государственном управлении. Результаты переписи используются, в том числе, в качестве основного справочного материала для обеспечения равенства в распределении материальных благ, государственных услуг и представительства на национальном уровне: для распределения и выделения государственных средств среди различных регионов и районов на цели образования и здравоохранения; разграничения избирательных округов на национальном и местном уровнях; а также измерения влияния промышленного развития.

- Перепись играет ключевую роль во всех элементах национальной статистической системы, включая её социально-экономические элементы. Статистические данные переписей используются в качестве контрольных показателей в ходе компиляции статистических данных или в качестве основы выборки при проведении выборочных обследований.

- Базовой функцией переписи является составление статистики по мелким районам и небольшим группам населения с минимальными ошибками выборки или вообще без таких ошибок. Хотя статистика по мелким районам полезна сама по себе, она также важна, поскольку может использоваться для составления статистики по любой территориальной единице с административно установленными границами.

- Результаты переписи используются в качестве контрольных показателей для исследований и анализа.

### Основные принципы проведения переписи населения
1. Всеобщность;
2. Одномоментность;
3. Единая программа переписи;
4. Поимённость;
5. Самоопределение;
6. Конфиденциальность;
7. Строгая централизация управления переписи;
8. Регулярность проведения переписи[3].

### Методы проведения переписи
1. опрос — переписной лист заполняется переписчиком (счётчиком, регистратором) в процессе личной беседы с переписываемым лицом. По этому методу проводились переписи населения России и СССР;
2. самосчисление — переписываемые сами заполняют переписной лист, а переписчик лишь проверяет правильность его заполнения, уточняя пропущенные или неясные сведения. Применяется в некоторых европейских странах;
3. смешанный (анкетный) метод — рассылка анкет переписываемым, которые сами заполняют их и затем высылают в бюро переписей или статистическую службу. По окончании сбора заполненных анкет статслужба (бюро переписей) проводят их сверку и направляют переписчиков по тем адресам, откуда не получены анкеты, для проведения опроса переписываемых лиц. Обычно материальные затраты этого метода меньше, чем при опросе, однако степень возврата заполненных анкет остаётся невелика (около 15−20 %), даже с учётом значительных затрат на пропаганду переписи. Активно применяется за рубежом, в том числе в США.

### Программа переписи населения
1. адресная часть (имя и адрес переписываемого, его отношение к главе семейства/домохозяйства);
2. собственно программа переписи (личные демографические (пол, возраст, брачное состояние), социально-экономические (уровень образования, профессия, занятия, источники дохода, социальное положение), этнические (этническая принадлежность, родной язык, владение языками, вероисповедание/конфессиональная принадлежность) характеристики; вопросы, связанные с изучением воспроизводства населения; вопросы о миграции);
3. вопросы, связанные с другими обследованиями (определяются задачами данной конкретной переписи).

Бюро статистики ООН рекомендует в состав переписи включать несколько групп вопросов:
- Географические характеристики и характеристики внутренней миграции (место рождения и жительства, продолжительность проживания и т. д.);
- Характеристики международной миграции (страна рождения, гражданство, год прибытия в страну);
- Характеристики домохозяйств и семей (степень родства с базисным членом домохозяйства, состав домохозяйства или семьи);
- Демографические и социальные характеристики (пол, возраст, состав семьи);
- Рождаемость и смертность (число детей, год рождения детей);
- Образовательные характеристики (грамотность, посещение учебных заведений, уровень образования);
- Экономические характеристики (статус экономической активности, род занятий, нетрудоспособность и т. д.);

## Исторический очерк
Учёт населения возник в глубокой древности в связи с налоговой и военной деятельностью государств и задачами их административного устройства. Ещё в древнеиндийских законах Ману правителями предписывалось учитывать жителей, чтобы узнать свои силы и определить налоги. В Египте учёты населения проводились начиная с эпохи Древнего царства (2800—2250 лет до нашей эры). На это же время приходятся сведения о проведённых учётах населения в Древней Месопотамии. Имеются сведения о том, что учёт населения вёлся в Древнем Китае и Древней Японии.
Результаты учётов населения использовались в военных и фискальных целях. По своему характеру к таким учётам населения были близки и проведённые незадолго до колонизации европейцами учёты населения в раннефеодальных государствах Америки.
Во Второй книге Царств Ветхого Завета описывается перепись населения, которая была организована царём Давидом: «И сказал царь Иоаву военачальнику, который был при нем: пройди по всем коленам Израилевым от Дана до Вирсавии, и исчислите народ, чтобы мне знать число народа» (2Цар. 24:2).
Известны учёты населения в Древней Греции, в Аттике, где в конце IV в. до н. э. был проведён учёт всех взрослых мужчин, и в Древнем Риме, где с 435 г. до н. э. регулярно проводились цензы.
Эпизодические учёты населения, вызванные фискальными целями или особыми обстоятельствами, проводились и в раннем Средневековье. Например, в 1086 году в Англии по приказу Вильгельма Завоевателя был проведён учёт населения жителей 34 графств, результаты которого получили название «Книга страшного суда». В ряде городов Европы проведены учёты домохозяйств: в Нюрнберге в 1449, Страсбурге (1473), Цюрихе (и во всём кантоне) (1567), во Флоренции (1427—1430).
В Новгородской республике и некоторых русских княжествах перепись населения для податного обложения велась начиная со второй половины XIII века.
На Руси первая перепись населения с фискальными целями была проведена в 1245 году.
C середины XVIII в. предпринимаются попытки учёта населения в европейских странах (Австрия, Бавария, Голландия, Дания, Испания), в Азии (Япония), в Америке.
При Петре I было проведено две переписи. В 1710 году царь приказал «взять сказки у всех, чтоб правдивыя принесли, сколько у кого в которой деревне душ мужеска пола». Второй раз мужчин пересчитали уже в 1716—1717 гг. Эти переписи не были всеобщими, а информацию собирали для сбора податей и для организации призыва мужчин в армию. После, данные о переписи стали называть «ревизиями податного населения». На вновь завоёванных или вновь заселённых землях, вместо "ревизских сказок", составлялись камеральные описания.
В США первая полноценная перепись прошла в 1790 году, в России — в 1897 году.